# Ivan Logginovics Goremikin
Ivan Logginovics Goremikin (oroszul: Иван Логгинович Горемыкин; Velikij Novgorod, 1839. november 8. – Kaukázus, 1917. december 24.) konzervatív orosz politikus és két alkalommal miniszterelnök. Ő volt az Orosz Birodalom miniszterelnöke az első világháború első éveiben. Sokak szemében ő volt a cári Oroszország szociális tehetetlenségének szimbóluma az orosz forradalmakat megelőző időszakban.

## Élete
Ivan Goremikin 1839. november 8-án született Novgorodban egy nemesi család gyermekeként. Szinte teljes életében közszolgálatot látott el. Az 1860-as években az orosz megszállás alatt álló lengyel területeken vállalt hivatalt és különös érdeklődést tanúsított a parasztságot érintő kérdéseket illetően. Később számos kapcsolódó tanulmányban szerepet vállalt. Bár a problémákat maga is felismerte, nem tett javaslatot azok megoldására. Ezt követően számos pozíciót töltött be a szenátusban, az Igazságügyi Minisztériumban, majd a Belügyminisztériumban. 1895 októberében II. Miklós orosz cár, aki a rendszer szempontjából megbízhatónak tartotta, belügyminiszterré nevezte ki. Goremikin biztosította a cárt, hogy az orosz társadalom alapvetően stabil és csak apró változtatásokra van szükség. Javasolta a zemsztvo-rendszer (önkormányzati rendszer) kiterjesztését a birodalom nyugati tartományaira és néhány határvidéki övezetre is. II. Miklós, aki attól tartott, hogy ez a liberalizmus terjedéséhez vezet, 1899 októberében leváltotta Goremikint.
1906. május 5-én a cár leváltotta Szergej Witte miniszterelnököt, mivel csalódott a reformtörekvéseiben. Helyére Goremikint nevezte ki, aki akkor 67 éves volt. Goremikin elvetette elődje programját és időhúzó taktikát alkalmazott a Duma követeléseit illetően. A cár fel akarta oszlatni a Dumát és egy erős vezetőt akart kinevezni, ezért 1906 júliusában Goremikin visszavonult. Helyére Pjotr Sztolipint nevezték ki. 1914 januárjában azonban ismét Goremikin lett a miniszterelnök. Idős kora (ekkor már 74 éves volt), a kezdeményezőkészség hiánya és a háborús erőfeszítés javítására irányuló közösségi kísérlet elutasítása miatt Goremikin sokak szemében a rendszer hozzá nem értésének és érzéketlenségének szimbóluma lett.
Tevékenységére nagy hatással volt Grigorij Jefimovics Raszputyin. A nyilvánosság nyomása ellenére II. Miklós cár 1916. február 2-ig hivatalban hagyta, amikor végül – egészségi okok miatt – leváltották. A forradalom hatására a Kaukázusba menekült, ahol 1917. december 24-én rajtaütés keretében forradalmárok meggyilkolták feleségével, lányával és apósával együtt.